# Polizeiruf 110: Zwischen den Welten
Zwischen den Welten ist ein deutscher Kriminalfilm von René Heisig aus dem Jahr 2013. Es ist die 337. Folge innerhalb der Filmreihe Polizeiruf 110 und der achte Fall für Hauptkommissar Alexander Bukow (Charly Hübner) und die LKA-Beamtin Katrin König (Anneke Kim Sarnau). Die Haupt-Gaststars dieser Folge sind Fanny Staffa, Philipp Hauß, Alice Dwyer, Aurel Manthei, Winnie Böwe sowie Andreas Schröders und André Szymanski.
Der Mord an einer Jurastudentin gibt Bukow und König Rätsel auf. Es findet sich kein rechtes Motiv, was die Suche nach dem Täter zusätzlich erschwert. 

## Handlung
Kriminalhauptkommissar Alexander Bukow hat Urlaub und ist mit seinen beiden Jungs auf einer Angeltour. Auf dem Heimweg durch den Wald rennt dem Kommissar ein kleines Mädchen vor den Wagen. Verstört bringt das Kind Bukow zu seiner Mutter, die tot neben ihrem Fahrrad im Wald liegt. Nachdem er seine Kollegen verständigt hat und die Tote als Julia Wenning identifiziert ist, kümmert sich Bukow um das Mädchen und bringt es zu seinem Vater Stefan Wenning.
Bukow und seine Kollegin Katrin König schließen nicht aus, dass die sechsjährige Franzi den Mörder gesehen hat, aber das Kind spricht nicht. Die Analyse des Laptops von Julia Wenning bringt zu Tage, dass die Jurastudentin nach Hamburg umziehen wollte. Außerdem gab es regelmäßige Zahlungseingänge, die nicht von der Kanzlei stammen, in der sie arbeitete. Als die Ermittler dem nachgehen, stellt sich heraus, dass Julia Wenning zusammen mit ihrer Freundin Lisa Schöning als Prostituierte gearbeitet hat und dafür ein Appartement in Rostock unterhielt. Da Julia ihre Freier nachträglich erpresst hatte, ist sich Lisa sicher, dass ihr Dozent, Professor Meiners, Julia umgebracht hat. Sie will ihn auf eigene Faust überführen, was ihr aber nicht gelingt.
Hauptverdächtig für Bukow ist Stefan Wenning, der Ehemann des Opfers. Er leugnet, seiner Frau etwas angetan zu haben, obwohl er ein Motiv dafür hatte, schließlich wollte sie ihn verlassen. Als Wennings Tochter endlich wieder zu reden beginnt, wird der Nachbar, Frank Freese, belastet. Anhand der Beweislage gegen ihn räumt er ein, mit Julia ein Verhältnis gehabt zu haben. Er habe sie geliebt und mit ihr ein neues Leben beginnen wollen. Sie habe aber nicht gewollt, worüber es im Wald zu einem Streit zwischen ihnen gekommen sei. Nachdem er ihr einen Schubs versetzt habe, sei sie auf einen Stein gefallen.
Da Bukow seine Arbeit sehr ernst nimmt, fühlt sich seine Frau Vivian immer mehr vernachlässigt. Sie trifft sich heimlich mit Bukows Kollegen Volker Thiesler. Da Bukow sich trotz seines Urlaubs wiederum nicht an getroffene Absprachen gehalten und die Kinder allein gelassen hat, zieht Vivian mit ihren beiden Söhnen aus dem gemeinsamen Haus aus.

## Rezeption

### Einschaltquote
Bei seiner Erstausstrahlung am 25. August 2013 in der ARD erreichte diese Polizeiruf-Folge mit dem Ermittlerduo aus Rostock 7,45 Millionen Zuschauer, was einem Marktanteil von 22,8 % entsprach.

### Kritik
Rainer Tittelbach von tittelbach.tv urteilte verhalten: „Dem Film fehlt der durchgängige physische Atem, der raue Realismus seiner Vorgänger. Sinnlichkeit wird verbal behauptet – die Sommerhitze bezeugt allein ein Ventilator. Die Krimi-Story ist ausgesprochen unoriginell, die Dramaturgie ist ein langer, dünner Faden. Da muss das starke Duo Sarnau/König und Hübner/Bukow vieles ausgleichen. Es gelingt – aber auch das mit Abstrichen.“
Bei Spiegel Online findet Christian Buß: „Die Grungerock-Fraktion des deutschen Fernsehkrimis: Im Rostocker ‚Polizeiruf‘ wird gesoffen, gerockt und gelegentlich auch mal ein Fall verbockt. Nicht so schlimm, Bukow und seine Kollegen sind so starke Charaktere, dass man auch mal eine schlechte Episode aushält.“
Heike Hupertz von der FAZ wertete: „Kenner des ‚Polizeiruf‘ haben es geahnt: Es bilden sich neue Paarungen in Rostocks Ermittlerkreisen. Und auch in dem neuen Mordfall geht es um verblasstes Familienglück.[…] Wenn man sich nach sieben Fällen des unkonventionellen Rostocker Duos, die jeder für sich ebenso außergewöhnlich waren, bei diesem ‚Polizeiruf‘ nun auf die genreüblichen Doppelleben-Eifersuchtsgeschichten einlässt, hätte man eigentlich mehr oder Präziseres abliefern können.“